# Figi ai Giochi della XXIX Olimpiade
Le Figi ha partecipato ai Giochi della XXIX Olimpiade di Pechino, svoltisi dall'8 al 24 agosto 2008, con una delegazione di 6 atleti.

## Atletica leggera
| Gara            | Atleta             | Batterie | Batterie | Semifinali | Semifinali | Finale | Finale |
| Gara            | Atleta             | Tempo    | Pos.     | Tempo      | Pos.       | Tempo  | Pos.   |
| --------------- | ------------------ | -------- | -------- | ---------- | ---------- | ------ | ------ |
| 400 m maschili  | Niko Verekauta     | 46"32    | 4        |            |            |        |        |
| 400 m femminili | Makelesi Bulikiobo | 52"54    | 5        |            |            |        |        |

## Judo
| Gara  | Atleta         | Tabellone principale                | Tabellone principale | Tabellone principale | Tabellone principale | Tabellone principale | Ripescaggi                           | Ripescaggi | Ripescaggi | Ripescaggi |
| Gara  | Atleta         | Sedicesimi                          | Ottavi               | Quarti               | Semifinali           | Finale               | 1º turno                             | Quarti     | Semifinali | Finale     |
| ----- | -------------- | ----------------------------------- | -------------------- | -------------------- | -------------------- | -------------------- | ------------------------------------ | ---------- | ---------- | ---------- |
| 70 kg | Sisilia Nasiga | Edith Bosch (Paesi Bassi) 0000-1000 |                      |                      |                      |                      | Rachida Ouerdane (Algeria) 0000-1001 |            |            |            |

## Nuoto
| Gara               | Atleta       | Batterie | Batterie | Semifinali | Semifinali | Finale | Finale |
| Gara               | Atleta       | Tempo    | Pos.     | Tempo      | Pos.       | Tempo  | Pos.   |
| ------------------ | ------------ | -------- | -------- | ---------- | ---------- | ------ | ------ |
| 100 m stile libero | Carl Probert | 52"37    | 58       |            |            |        |        |

## Sollevamento pesi
| Gara  | Atleta       | Strappo | Strappo | Slancio | Slancio | Totale | Posizione |
| Gara  | Atleta       | Ris.    | Pos.    | Ris.    | Pos.    | Totale | Posizione |
| ----- | ------------ | ------- | ------- | ------- | ------- | ------ | --------- |
| 77 kg | Josefa Vueti | 124     | 26      | 155     | 23      | 279    | 23        |

## Tiro
| Gara | Atleta      | Qualificazioni | Qualificazioni | Finale    | Finale |
| Gara | Atleta      | Punteggio      | Pos.           | Punteggio | Pos.   |
| ---- | ----------- | -------------- | -------------- | --------- | ------ |
| Trap | Glenn Kable | 115            | 13             |           |        |